# Сабіле
Са́біле (латис. Sabile) — місто в західній Латвії, у Курземе в Талсінському краю.

## Назва
- Сабіле (латис. Sabile;  вимова)
- Цабельн (нім. Zabeln) — до 1918 року.

## Географія
Сабіле — одне із найкрасивіших міст Латвії в Талсинському районі. На відміну від Кандави, розташованої на горі, Сабіле причаїлося в долині Абави, і її можна побачити тільки коли вже ступив на вулицю міста. Сабіле отримав статус міста в 1917 році. Місто відоме виробництвом вина і зоами, що ростуть коло нього. Лоза є символом міста Сабіле.

## Історія
До приходу куршів (більше, ніж 1000 років тому) на околицях Сабіле жили представники фіно-угорського народу ліви, про що свідчать розкопки на Російському цвинтарі. В історичних джерелах Сабіле вперше згадується 1253, але ще значно раніше тут існував укріплений замок куршів із поселенням.
Приблизно наприкінці XIII і початку XIV століття німецькі колоністи побудували тут свій замок, при якому стало формуватися селище. У часи герцогства в Сабіле управляв кандавський гауптман. При Готхарді Кетлері у Сабіле створена перша школа.
Місто страждало від шведсько-польських воєн.
1703 шведи зайняли місто і зруйнували укріплення.
1710 вибухнула величезна епідемія чуми.
У роки правління герцога Екаба Сабіле перетворився в ремісно-торговельний центр. Тут діяла герцогська льоноткацька мануфактура, мукомольня, смолокурня, кузня. Через безперервні війни й епідемії Сабіле занепадає.
1822 році в Сабіле й околицях вибухнули селянські повстання на економічному ґрунті. У середині XIX століття Сабіле стала жвавим господарським центром. У селищі працювало багато гарних шкіряників. По виробленню шкір Сабіле перевершували тільки Тукумс і Єлгава. В 1897 році населення Сабіле нараховувало 1680 чоловік.
Під час першої світової війни частина жителів Сабіле знялася з рідних місць. З 1915 року Сабіле зайняла німецька армія. На початку 1919 року тут підняли путч комуністи, але були ліквідовані.
Права міста надані 1917. 1927 межі Сабіле розширили за рахунок земель двох околишніх маєтків. До російської окупації 1939 року в місті діяло кілька дрібних промислових підприємств. Після змови СССР та нацистів, Сабіле захопили комуністи. Звільнення прийшло тільки 1991 року.

## Пам'ятки
Одне із найкращих місць Сабіле — це Вінакалнс (Виноградна гора) — заввишки 33,5 метри. Ще в період правління ордена в XVI і XVII століттях на схилі правого берега Абави розкинулися великі виноградні плантації. Сабільське вино високо цінувалося у всіх орденських замках Курси і навіть відправлялося за кордон. Правда, у наступні роки виноградні сади занепали.
На нинішній Виноградній горі, розташованій на терасі правого схилу долини Абави, поруч із стародавнім куршським городищем, перший дикий виноград був висаджений в1937 році. Зараз тут на одному гектарі росте приблизно 2000 видів винограду. На правому березі Абави піднімається Куршське городище. Воно розташовано між двома обривами. Городище дотепер не досліджене. При прокладці стежок тут виявлені залізні наконечники стріл, кремінні сокири й інші предмети стародавності. З городища відкривається гарний вид на місто й своєрідну Абавську долину, парк на берегах Румбули й Муйжаранський косогір.
Неподалік від городища, ліворуч від Стендської дороги наприкінці вулиці Талсу на березі давнього русла видніється невеликий пагорок. Це Висельна, або Жертовна гора, давнє культове місце куршів. Феодали перетворили його в місце страти непокірливих селян, побудували шибениці. Тепер це в минулому похмуре місце полюбилося лижникам.
Неподалік розташований пам'ятник архітектури XVII століття, побудоване в романському стилеі лютеранська церква.
Церковна кафедра зроблена в стилі бароко. Лави виготовлені в готичному стилеі у другій половині XIX століття, а вівтар — в 1876 році в псевдоампірному стилі. Вівтарна картина художника Вольфа «Розп'ятий на хресті» в 1861 році привезена із Дрездена.
На правому березі Абави простирається розбитий в 1955 році Парк культури. Від вулиці Вентспілс до нього веде алея лип, кленів, ясенів, беріз та інших дерев.
В напрямку до Кулдиге, за 4 км від центра Сабиле розташований мальовничий водоспад (Абавська румба). Його у висота досягає 2,5-3 м. Біля водоспаду правий берегла Абави пологий і поросший вільхою. Між Сабіле й водоспадом Абава протікає по широкій долині. Коло водоспаду на правому березі рукав річки, вигинаючись, утворився Циганський острів.
За 2 км від центра Сабіле, навпроти Друбежі, на лівому березі Абави б'є Сабільське сірчане джерело. У закруті Абави розташований так званий Сабільський «Єгипет». Тут розташований великий могильник лівів, так званий Російський, або Шведський цвинтар. 25 поховань вивчені археологами. Там знайдені срібні й бронзові прикраси, залізні наконечники копій, черепки глиняного посуду й інші предмети, що ставляться до Х-Х1 століття нашої ери.
Приблизно 0,2 км нижче Абавського мосту утворивши невеликий острівець, в Абаву впадає Румбула. Це невелика, дрібна й кам'яниста річечка, що починається в Ромеському болоті й через Брінькське озеро впадає в Абаву. Води Румбули намили яр із крутими схилами. На території Сабіле на берегах річки простирається булський парк із гарним гаєм. Тут знаходиться пам'ятник архітектури 80-х років XVIII століття — каплиця барона Брінкена. Збудувана в стилі класицизму з ознаками бароко.